# Вель (приток Ваги)
Вель — река в Архангельской области, левый приток реки Вага (бассейн Северной Двины).

## География

Бассейн Северной Двины

Вель берёт начало из болот в западной части Коношской возвышенности к югу от посёлка Коноша. В верховьях течёт в слабовыраженной долине, ниже — в широкой долине, где река сильно петляет, к низовьям долина сужается. Основное направление течения — на восток. В верхнем течении берега лесисты и заболочены, в низовьях более заселённые. Ранее по реке проводился сплав.
В устье Шоноши находятся посёлок Усть-Шоноша и деревня Усть-Шоноша, в устье Елюги — деревня Хозьмино, в месте впадения реки Вель в Вагу расположен город Вельск.

## Этимология
На языке коми, «вель» — «довольно, порядочно». Шведский исследователь Г. Ёхансон предлагает перевод с санскрита — «граница, предел, речной берег».

## Данные водного реестра
По данным государственного водного реестра России и геоинформационной системы водохозяйственного районирования территории РФ, подготовленной Федеральным агентством водных ресурсов
- Бассейновый округ — Двинско-Печорский
- Речной бассейн — Северная Двина
- Речной подбассейн — Северная Двина ниже места слияния Вычегды и Малой Северной Двины
- Водохозяйственный участок — Вага

## Гидрология
Длина — 223 км, площадь бассейна — 5390 км², средний годовой расход воды 47,7 м³/с (д. Баламутовская).
| Средний расход воды (м³/с) реки Вель по месяцам с 1950 по 1988 гг. (замеры производились на гидрологическом посту в районе д.Баламутовская в 32 км от устья) |

### Притоки (км от устья)
Крупнейшие притоки — Подюга, Шоноша, Елюга (левые), Синега, Вотчица (правые).
- 10 км: река Синега (Синюга)
- 14 км: река Шиченга
- 25 км: река Малая
- 26 км: река Шадреньга (Шадринга)
- 27 км: река Истыма
- 49,6 км: река Елюга
- 50 км: река Чёрная
- 51 км: река Семженьга (Семжиньга, Меженга)
- 67 км: река Шоноша
- 68 км: река Малая
- 68 км: река Шадреньга
- 78 км: река Подюга
- 89 км: река Романга
- 123 км: река Ципина
- 131 км: река Хвойкина
- 137 км: река Шенчуга
- 140 км: река Сивзеньга
- 145 км: река Тавреньга
- 147 км: река Вотчица (Вотчава)
- 156 км: река Киюга
- 175 км: река Пежимка
- 196 км: река Норешка
- 198 км: река без названия